# Pakruojis
Pakruojis ( escoltar (?·pàg.)) és una ciutat a Lituània. Està situada al costat del riu Kruoja, que forma una presa sobre la ciutat. Va ser esmentada el 1531 amb 43 edificis que han sobreviscut fins als nostres dies.

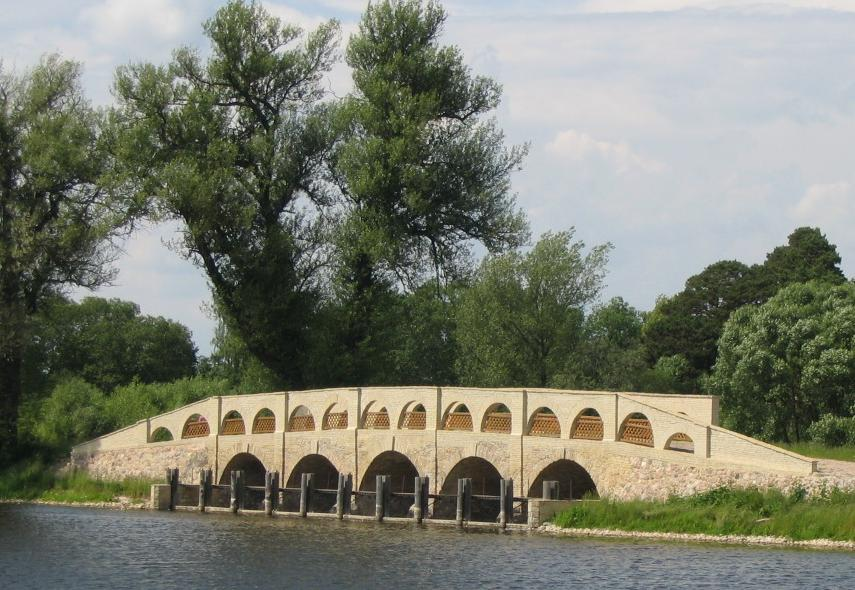
Pont a Pakruojis

Pakruojis té una original sinagoga de fusta. Es tracta de la més gran i la més antiga de les d'aquest tipus que sobreviu a Lituània, encara que es troba en unes condicions de deteriorament. El 3 de maig de 2009, la sinagoga va patir greus danys durant un incendi, que es creu intencionat, i s'espera poder realitzar la seva reconstrucció.

## Ciutats agermanades
- Mariestad, Suècia